# Marion (Dél-Dakota)
Marion város az Amerikai Egyesült Államok Dél-Dakota államában, Turner megyében. Lakosainak száma 849 fő (2020. április 1.).

## Népesség
A település népességének változása:

| 2010 | 784 |
| 2020 | 849 |